# Ana Arraes
Ana Lúcia Arraes de Alencar (Recife, 28 de julho de 1947) é uma jurista e ex-política brasileira. Foi deputada federal pelo estado de Pernambuco e ministra do Tribunal de Contas da União (TCU), que presidiu entre 2020 e 2022.

## Família
Ana Arraes é filha do também político e ex-governador de Pernambuco Miguel Arraes de Alencar  (1916–2005) e de Célia de Sousa Leão (1924–1961), bem como irmã do cineasta Guel Arraes. Do seu casamento com o escritor Maximiano Accioly Campos (1941–1998), ela teve dois filhos: o economista, governador de Pernambuco e candidato à Presidência da República, Eduardo Campos (1965–2014), morto num acidente aéreo, e o advogado, escritor, membro da Academia Pernambucana de Letras e candidato à prefeitura de Olinda, Antônio Campos (1968). É tia de Marília Arraes e avó dos também políticos João e Pedro Campos.
Em julho de 1964, durante os preparativos para o seu casamento, ainda com 17 anos, ela dirigiu-se ao general Olímpio Mourão Filho, um dos líderes do Golpe Militar de 1964, à época comandante-geral do IV Exército, para pedir a presença de seu pai, Miguel Arraes, que na época estava preso na Ilha de Fernando de Noronha. O pedido foi atendido, razão pela qual seu casamento ocorreu na capela da Base Aérea do Recife, em 9 de agosto de 1964, cercada por soldados. Na ocasião, seu pai chegou num avião da Força Aérea Brasileira e, logo após o término da cerimônia, foi novamente recolhido à prisão em Fernando de Noronha.

## Carreira
Filiou-se ao Partido Socialista Brasileiro (PSB) em 1990, época em que seu pai também ingressou no partido.
Iniciou a graduação em direito pela Faculdade de Direito de Olinda em 1993, transferindo-se em 1996 para a Universidade Católica do Salvador, onde concluiu o curso em 1998.
Exerceu os cargos de assistente do Instituto de Documentação da Fundação Joaquim Nabuco (1986–1990), secretária de conselheiro do Tribunal de Constas do Estado de Pernambuco (1990–1996), técnica judiciária do Tribunal Regional do Trabalho da 6ª Região (1995–1998) e secretária parlamentar da Câmara dos Deputados (1998-2006).
Em 2006, conquistou seu primeiro mandato eletivo, de deputada federal pelo PSB, com 178.467 votos, tendo sido a terceira candidata mais votada de seu estado. Em 2010, com 387.581 votos, reelegeu-se, obtendo a maior votação do estado de Pernambuco e a quinta maior do Brasil.
Foi a segunda deputada federal da história de Pernambuco, a primeira tendo sido Cristina Tavares. Entretanto, foi a primeira a ser eleita para este fim no século XXI.
Em 21 de setembro de 2011, foi indicada pela Câmara dos Deputados para o cargo de ministra do Tribunal de Contas da União (TCU), assumindo a vaga aberta pela aposentadoria do ministro Ubiratan Aguiar e tornando-se a segunda mulher na história a ocupar esse posto. A primeira foi Élvia Castello Branco. Em dezembro de 2018 tornou-se vice-presidente do TCU, juntamente com José Múcio Monteiro, que assumiu a presidência do TCU. Após a aposentadoria de Múcio em 31 de dezembro de 2020, assumiu a presidência da corte.
Aposentou-se no dia 25 de julho de 2022.

## Desempenho eleitoral
| Ano  | Eleição                | Cargo            | Partido | Partido | Coligação                                            | Vice | Votos para Ana Arraes | Votos para Ana Arraes | Votos para Ana Arraes | Resultado | Ref    |
| Ano  | Eleição                | Cargo            | Partido | Partido | Coligação                                            | Vice | Total                 | %                     | P.                    | Resultado | Ref    |
| ---- | ---------------------- | ---------------- | --- | ------- | ---------------------------------------------------- | ---- | --------------------- | --------------------- | --------------------- | --------- | ------ |
| 2006 | Estadual de Pernambuco | Deputada Federal | | PSB     | Frente Popular de Pernambuco (PSB, PDT, PP, PL, PSC) | —    | 178.467               | 4,26%                 | 3.ª                   | Eleita    | [ 12 ] |
| 2010 | Estadual de Pernambuco | Deputada Federal | Frente Popular de Pernambuco (PSB, PDT, PT, PP, PR, PTB, PCdoB, PSC, PRB, PHS, PRP, PSDC, PSL, PTC, PTdoB) | PSB     | 387.581                                              | —    | 8,80%                 | 1.ª                   | Eleita                | [ 13 ]    |        |